# بابك كريمي
بابك كريمي (مواليد 1960 في براغ) هو ممثل ومخرج ومصور سينمائي ومونتير إيراني حائز على جائزة الدب الفضي.

## أفلامه السينمائية
- السمكة والقطة
- الماضي
- انفصال نادر وسمين
- أنا أكره الفجر

## روابط خارجية
- بابك كريمي على موقع IMDb (الإنجليزية)
- بابك كريمي على موقع قاعدة بيانات الأفلام العربية
- بابك كريمي على موقع ألو سيني (الفرنسية)
- بابك كريمي على موقع أول موفي (الإنجليزية)
- بابك كريمي على موقع قاعدة بيانات الأفلام السويدية (السويدية)
- بابك كريمي على موقع قاعدة بيانات الفيلم (الإنجليزية)
- بابك كريمي على موقع كينوبويسك (الروسية)